# Casa pairal (Sant Salvador de Toló)
La Casa pairal és una obra de Gavet de la Conca (Pallars Jussà) inclosa a l'Inventari del Patrimoni Arquitectònic de Catalunya.

## Descripció
Habitatge unifamiliar entre mitgeres de planta baixa i dos pisos, amb la façana principal arrebossada. Té un portal d'arc de mig punt adovellat, d'origen medieval, que dona pas a la plaça Mitjavila; està format per una doble fila de dovelles, una a la façana i l'altra a l'interior. Els murs són de pedra irregular.